# Cantón de Saint-Symphorien
El cantón de Saint-Symphorien era una división administrativa francesa, que estaba situada en el departamento de Gironda y la región de Aquitania.

## Composición
El cantón estaba formado por siete comunas:
- Balizac
- Hostens
- Le Tuzan
- Louchats
- Origne
- Saint-Léger-de-Balson
- Saint-Symphorien

## Supresión del cantón de Saint-Symphorien
En aplicación del Decreto nº 2014-192 de 20 de febrero de 2014, el cantón de Saint-Symphorien fue suprimido el 22 de marzo de 2015 y sus 7 comunas pasaron a formar parte del nuevo cantón de Las Landas de los Graves.